# Melieria nigritarsis
Melieria nigritarsis är en tvåvingeart som beskrevs av Becker 1903. Melieria nigritarsis ingår i släktet Melieria och familjen fläckflugor. Inga underarter finns listade i Catalogue of Life.